# اتحاد جزر ماريانا الشمالية لكرة القدم
اتحاد جزر ماريانا الشمالية لكرة القدم ((بالإنجليزية: Northern Mariana Islands Football Association)‏) هي الهيئة المسؤولة عن إدارة كرة القدم في جزر ماريانا الشمالية. تم تأسيس الاتحاد في عام 2005 وحصل على عضوية كاملة في اتحاد شرق آسيا لكرة القدم في 2008. ثم اعترف به الاتحاد الآسيوي لكرة القدم ليصبح شبه عضو في يوليو 2009. وانضم بشكل رسمي إلى الاتحاد الآسيوي لكرة القدم في 9 ديسمبر 2020 ليصبح العضو 47 في الاتحاد القاري.

## روابط خارجية
- الموقع الرسمي